# Musique norteña
Pour la liqueur, voir Norteño (liqueur).
Sous-genres
Hyphy norteño
Genres associés
Musique régionale mexicaine
La musique norteña (musica norteña), le plus souvent appelée norteño ou norteña, est un genre musical enraciné dans le Nord du Mexique qui est considéré aujourd'hui par les médias mexicains et américains comme le sous-genre principal de la musique régionale mexicaine.
Phénomène culturel, social et commercial dont la portée est internationale, le Norteño est l'objet permanent de débats et d'études menées selon diverses approches académiques ou non académiques. Si l'on se place dans la perspective de la consommation culturelle, les principaux aspects qui caractérisent la musique norteña contemporaine sont . Une zone de chalandise principale est basée sur le nord du Mexique et le sud-ouest des États-Unis. Le genre se caractérise par quatre instruments emblématiques que sont la voix, l'accordéon, le bajo sexto et la basse qui symbolisent le fait qu'elle est fortement issue de la fusion de traditions musicales centrées sur le sud du Texas et sur les états de Nuevo León et de Tamaulipas. Il se caractérise aussi par un code vestimentaire (veste, en cuir, souvent décorée (appelée veste tamaulipeca), bottes et chapeau de cowboy)) et un éventail de types de compositions (corridos, rancheras, boléros, cumbias et ballades norteña,).

## Histoire
La musique norteña est ainsi nommée parce qu'elle est principalement née dans les États du nord du Mexique, Nuevo León et  Tamaulipas. La ville de Monterrey s'est imposée en tant que principal berceau de cette musique parce qu'elle tenait déjà une place importante dans la production musicale, et à cause du nombre d'immigrants européens dans sa population urbaine. Le premier moteur de l'apparition de la musique norteña a été le flux durable d'immigrants européens, principalement allemands, tchèques et polonais, venus travailler à la construction des lignes de chemin de fer vers les États-Unis.
Né dans le territoire mexicain du Texas et ramené par les immigrants tchèques et allemands, l'accordéon est devenu l'âme de la musique tejana inventée avant l'annexion de l'État par les Américains par les descendants des Mexicains installés dans le sud des États-Unis. Tout comme le tex-mex, la musica nortena est donc la plus caractéristique des descendants des habitants de ce territoire, et constitue un genre musical relativement récent dans la musique populaire d'Amérique latine. 
Le bajo sexto est une guitare massive qui le fait souvent confondre avec le guitarrón pourtant plus gros et qui est de fabrication exclusivement artisanale et constitue l'instrument typique du conjunto. Les premiers représentants illustres sont Narciso Martínez, Bruno Villareal, qui enregistre un disque du genre en 1928, et des musiciens tels que Jesus Casiano, José Rodriguez, Lolo Cavazos, Patricio Jiménez, et son fils Santiago Jiménez qui grave quelques disques dès le début des années 1930, popularisant ainsi cette musique.
Les musiciens les plus représentatifs et populaires de ce genre musical sont des groupes tels que Los Tigres del Norte, Ramón Ayala y sus Bravos del Norte, Esteban Jordan, Los Gavilanes, Carlos y Jose, Los Alegres de Terán, Los Huracanes del Norte, et Los Tucanes De Tijuana.

## Caractéristiques
Les groupes et orchestres de Norteño utilisent soit des instruments traditionnels comme l'accordéon, le bajo sexto, le tololoche, la tambora (es), la caisse claire et le tuba ; soit des instruments modernes ou modernisés comme la batterie, la basse électrique, des guitares à six et à douze cordes accordées de manière classique, des versions électro-acoustiques du bajo sexto ou du bajo quinto, des accordéons pourvus de diverses fonctions numériques. Une même formation choisit souvent, en fonction de la prestation qu'elle doit exécuter et des compétences des musiciens qui la composent, de remplacer tel ou tel instrument par un autre.
La musique norteña allie différents rythmes, il s'agit d'un style riche tonique et amusant ressemblant parfois à des rythmes de polka (à deux temps, de tempo assez rapide, aux rythmes bien articulés), de cumbia, et instrumenté à la manière d'un orchestre mariachi et dans la modernité ce genre musical emprunte le style du rock.

## Aspects économiques et sociaux
Les rapports que la musique norteña entretient avec la politique constituent un phénomène qui mériterait être analysé en profondeur. Paulino Vargas y Los Broncos de Reynosa, ont été l'un des premiers groupes de musique norteña qui ont utilisé les corridos pour interroger le gouvernement mexicain. Ils ont raconté notamment l'émergence de l'Armée zapatiste de libération nationale (EZLN) en 1994 et l'exploitation des peuples indigènes dans leur chanson El poder de la firma ». De manière générale, la musique de Los Broncos de Reynosa est à l'enseigne de l'engagement social. Paulino Vargas Jimenez est considéré comme le créateur du corrido moderne et le grand-père du narcocorrido. Mais à la différence de nombreux narcocorridos modernes, qui décrive la plupart du temps des situations fictives, ses compositions reposaient sur un travail de chronique, de bibliographie et parfois même de recherche dans les archives.
Tant au Mexique, qu'aux États-Unis, les rapports qu'entretiennent aujourd'hui de nombreux acteurs de la musique norteña avec les pouvoirs politiques sont une relation de soumission et leur travail est très éloigné de l'engagement social. De nombreux corridos décrivent simplement des moments érotiques pimentés par la consommation de cocaïne.

## Représentants notables

### Los Tigres del Norte
Originaires de Rosamorada dans l'État de Sinaloa mais installés à San José en Californie, Los Tigres del Norte, si on les considère dans la perspective de l'industrie musicale, c'est-à-dire de la consommation de musique à base d'accordéon, de bajo sexto et de corridos, sont les rois du corrido mexicain contemporain. Leur travail et leur carrière ont certainement marqué tant l'imaginaire collectif global que celui de l'Amérique latine dans lesquels ils représentent la classe ouvrière mexicaine et celle des migrants aux États-Unis. Ils ont vendu des millions de disques, se produisent à guichets fermés, et leurs mélodies sont imprimées dans l'imaginaire musical mexicain.
L'écrivain espagnol Arturo Pérez-Reverte s'est inspiré d'un corrido de Los Tigres del Norte, Camelia la tejana, pour écrire son roman La Reina del sur. En retour, en 2002, Los Tigres del Norte se sont inspirés de son roman pour écrire le corrido La Reina del sur qu'ils ont enregistré à Pampelune avant d'entreprendre une tournée en Espagne. Cette œuvre témoigne de la fascination que les narcocorridos, considérés en tant que récits, peuvent engendrer auprès de leurs auditeurs.
Si les « corridos interdits », « corridos de gomeros » ou narcocorridos, constituent l'une des caractéristiques de leur œuvre, celle-ci est surtout dominée par les corridos dédiés aux problèmes des migrants ou à la critique du système politique mexicain. Los Tigres del Norte ont brisé et continuent à briser de nombreuses barrières que l'on avait imposées à la culture musicale norteña parce que l'on considérait que la qualité des interprétations était médiocre. Les discothèques ont diffusé leurs corridos, notamment Contrabando y traición, leur ont permis d'atteindre d'autres classes sociales, et de consolider popularité de la musique basée sur le bajo sexto et l'accordéon.
Ils ont participé notamment au Festival Internacional Cervantino de Guanajuato en 2002, au Foro Internacional de las Culturas à Barcelone en 2006, et à la Feria Internacional del Libro de Guadalajara en 2008. Le 15 septembre 2018, Los Tigres del Norte deviennent le premier groupe de musique norteña à se produire à l'Hollywood Bowl. Le 10 mars 2019, dans le cadre du « Go Tejano Day » au  « Livestock Show and Rodeo » de Houston, au Texas, Los Tigres del Norte ont égalé les records de vente de billets (75 586 billets payants) précédemment établis par Cardi B et Garth Brooks,.

### Intocable
Officiellement créé à Zapata en 1994 par Ricky Muñoz et Rene Martínez, Intocable est un phénomène à part de la musique Norteña. Formé par des musiciens de nationalité américaine qui ont choisi de conquérir des audiences non seulement aux États-Unis mais aussi au Mexique, la trajectoire originale du groupe et ses choix, souvent à contre-courant des modes et des tendances qui font partie des ingrédients de son succès, ont conféré à ses membres un statut de rock-stars.
Intocable conçoit ses albums comme des projets dont chacun a des caractéristiques propres et qui sont placés sous le signe de l'innovation. Mais le groupe, tant pour des raisons économiques qu'artistiques, n'a jamais voulu se départir de l'acceptation de ses œuvres tant par son public américain que par son public mexicain.

## Sous-genres

### Hyphy norteño
Le hyphy norteño est un sous-genre de musique norteña, qui emprunte à la culture hyphy ses paroles liées à la consommation de drogue. Il est originaire de la diaspora mexicaine en Californie et ses paroles décrivent les conditions de vie de cette diaspora plutôt que celles des mexicains habitant au Mexique. Le hyphy norteño est deux fois plus rapide que la musique norteña typique. Comme exemples notables, on peut citer les pionniers Los Amos de Nuevo León et Los Inquietos, mais également le label Solo Records.